# Меліхова Тетяна Іванівна
Тетяна Іванівна Меліхова (нар. 7 квітня 1954, м. Луцьк, Волинська область) — українська політик. Депутатка Київської міської ради.

## Освіта
Має три вищі освіти. Закінчила Національний університет харчових технологій. За фахом інженер, економіст, фахівець в області партійного і радянського будівництва.
Працює над дисертацією з проблем управління освітою. Є авторкою п'яти наукових робіт.
Приїхавши 1971-го на навчання до Києва, відтоді постійно живе і працює в столиці.
Разом з чоловіком-бізнесменом виховала дочку (одружена, разом із чоловіком займається бізнесом).
Захоплюється спортом, має розряди з альпінізму, туризму та спортивної гімнастики. Грає в теніс. Досконало володіє мистецтвом водіння автомобіля.

## Кар'єра
Розпочавши трудовий шлях на виробництві, потім упродовж багатьох років працювала на керівних політичних та господарських посадах: заступниці голови, голови Ватутінської та Деснянської районних державних адміністрацій, заступниці голови Київської міської державної адміністрації Олександра Омельченка.
Меліхову багато разів обирали депутаткою районних рад столиці. Зараз вона є депутаткою Київської міськради від Блоку Юлії Тимошенко, до вересня 2010-го була головою фракції БЮТ. Входить до складу постійної комісії Київради з питань земельних відносин, містобудування та архітектури.
З 18 лютого 2009 року по 16 березня 2010-го обіймала посаду радниці Прем'єр-міністра України Юлії Тимошенко. Член бюро Київської міської організації політичної партії ВО «Батьківщина».

## Нагороди
Присвоєно почесне звання «Заслужений працівник промисловості України».
З нагород відзначена Почесними грамотами Кабінету Міністрів України та Верховної Ради.